# Sporting Clube de Braga (femenino)
El Sporting Clube de Braga Feminino es un equipo de fútbol femenino de Portugal con base en la ciudad de Braga. Es la sección femenina del S. C. Braga. Fue fundado en 2016 y juega en el Campeonato Nacional de Fútbol Femenino de Portugal, la primera división del país. Disputa sus encuentros de local en el estádio 1º de Maio. 

## Palmarés
- Campeonato Nacional de Fútbol Femenino de Portugal (1) : 
  - Campeón : 2018–19[1]

- Copa de Portugal (1) : 
  - Campeón :[2018